# Ватерполо на Летњим олимпијским играма 1904.
Треће олимпијске игре су одржане у Сент Луису САД, 1904. године. За ватерполо је то било друго појављивање на званичним олимпијским такмичењима. Пријавило се укупно 3 репрезентација. На турнру су све три екипе имале по седам играча. Турнир је одигран у базену Форест Парка, на локацији Олимпијских игара и Светског сајма.

## Поредак за медаље
| Медаље | Репрезентација                   | Такмичари |
| Злато  | New York Athletic Club           | David Bratton, George van Cleef, Leo Budd Goodwin, Louis de Handley, David Hesser, Joseph A. Ruddy, James Stehen |
| Сребро | Chicago Athletic Association     | Rex Beach, Jerome Steever, Edwin Paul Swatek, Charles Healy, Frank Kehoe, David Hammond, William Tuttle          |
| Бронза | Missouri Athletic Club St. Louis | John Meyers, Manfred Toeppen, Gwynne Evans, Amadee Reyburn, Schreiner, Augustus Goessling, William Orthwein      |

## Извор
- МОКова база података